# Motorcycle Hall of Fame

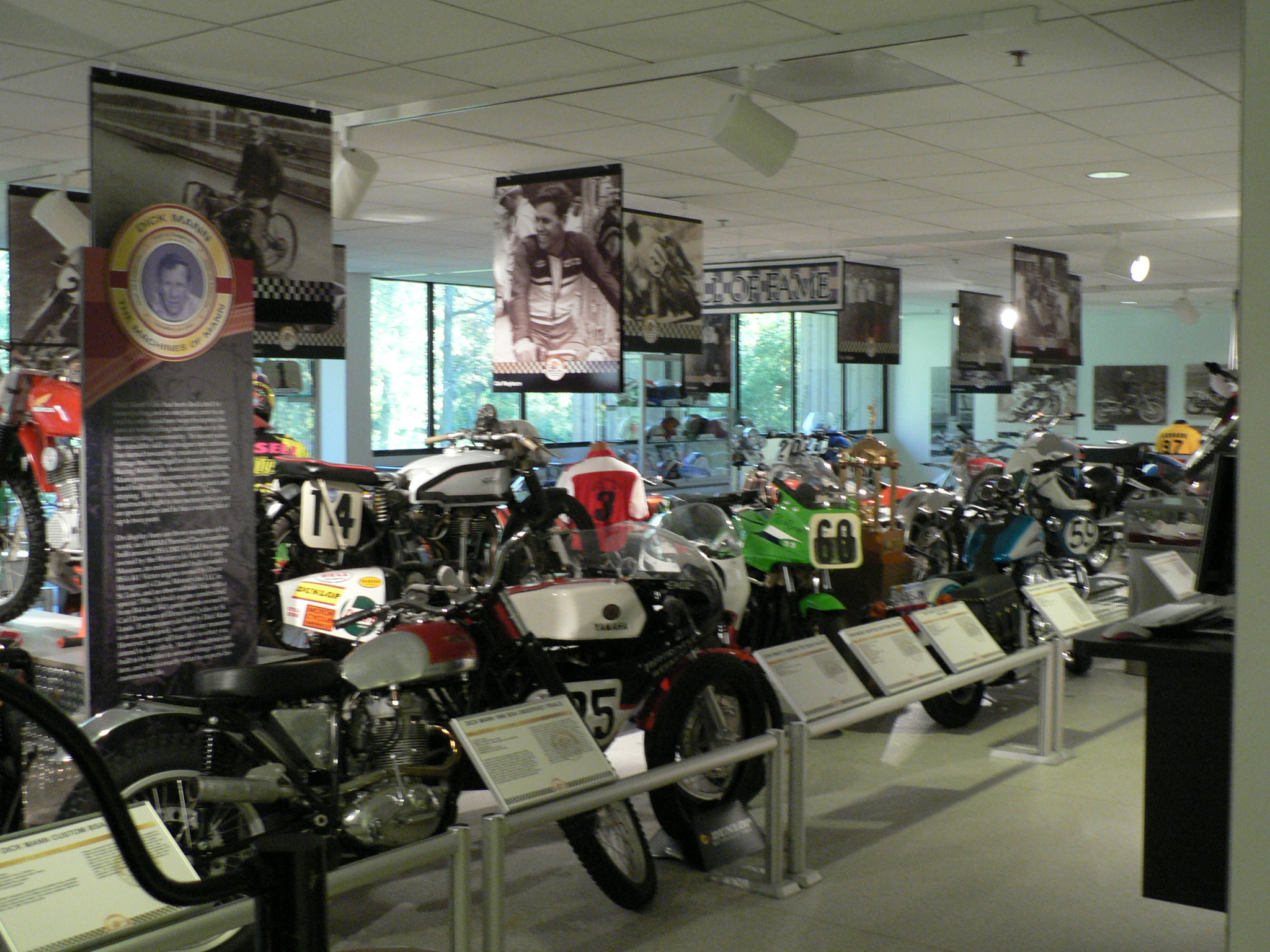
Motorcycle Hall of Fame (2006).

Le Motorcycle Hall of Fame Museum est situé près de Columbus, en Ohio, dans la banlieue de Pickerington, aux États-Unis. Le Motorcycle Hall of Fame distingue des individus qui ont contribué au sport motocycliste, à la construction motocycliste et au motocyclisme en général. C'est une filiale de l'American Motorcyclist Association (AMA).

## Quelques noms célèbres
- « Cannon Ball » Baker (1998)
- Joe Leonard (1998)
- Giacomo Agostini (1999)
- Jean-Michel Bayle (2000)
- Peter Fonda (2000)
- Mert Lawwill (1999)
- Randy Mamola (2000)
- Victor McLaglen (1999)[1]
- Steve McQueen (1999)
- Joël Robert (2000)
- Bessie Stringfield (2002)